# Gornja vas, Suha
Gornja vas (nemško Oberdorf) je naselje v Občini Suha v Okraju Velikovec na Koroškem v Avstriji.